# 月桂節
月桂節（拉丁語：或是Daphnēphoría）在中文語境之中也敬稱為阿波羅祀祝節，或者音譯為达弗涅弗里节。為一個每九年在維奧蒂亞的底比斯（Thebes in Boeotia）所舉行崇敬阿波罗·伊斯美纽斯神（Apollo Ismenius）或葛雷克修斯（Galaxius）宗教儀式之節日；月桂節名稱是来源于月桂樹枝，這是由一群虔誠的阿波羅信徒手持月桂樹枝所進行的慶典。關於月桂節的豐富記載是出於《普罗克洛斯文选》第十一頁（Proclus, Chrestomath. p11）。
這個節慶遊行隊伍之組成乃由出自優秀家世的貴族男孩來擔任領隊，並且其男孩的雙親必須仍然健在才行。緊接著在這位男孩前方，有位被稱之為月桂使者或殊榮使者（拉丁語：、Daphnēphoros，英譯：laurel bearer），走到離他最近的一個親戚，月桂使者攜帶著橄欖枝裝飾月桂和鮮花以及持有一個頂端為一顆青銅球並懸掛幾顆小球來象徵星系的禮器。另外小球被放置於禮器中的樹枝或是木桿的中央，且此禮器名之為科波，然後科波這中央部分是纏繞著紫色緞帶，以及位於下端是纏繞藏紅花色的緞帶。這些球是用來象徵太陽、星星與月亮，緞帶則是表示一年365天的日子。
月桂使者頭戴金冠，亦或月桂冠，穿著華美的連身衣裙以及輕握著禮器──科波──的木桿，並且伴隨由一位帶著金色七弦琴男子所指揮的少女合唱團隊，他們攜帶懇求的月桂樹枝還有唱頌著聖詩（hymn），遊行隊伍走向阿波羅神廟來對神明進行敬拜儀式。月桂使者在阿波羅神廟中有一鼎專用的青銅三足祭器（bronze tripod），並且保薩尼亞斯（Pausanias, ix. 10.4）有提到神廟那裏有由安菲特律翁（Amphitryon）在他的養子赫拉克勒斯成為月桂使者時候的專用三足祭器。這節慶是由普罗克洛斯所描述的，引用自君士坦丁堡的佛提烏一世（Photios I of Constantinople）在他的著作《群書摘要·法典239》（Bibliotheca, codex 239）。

## 外部連結

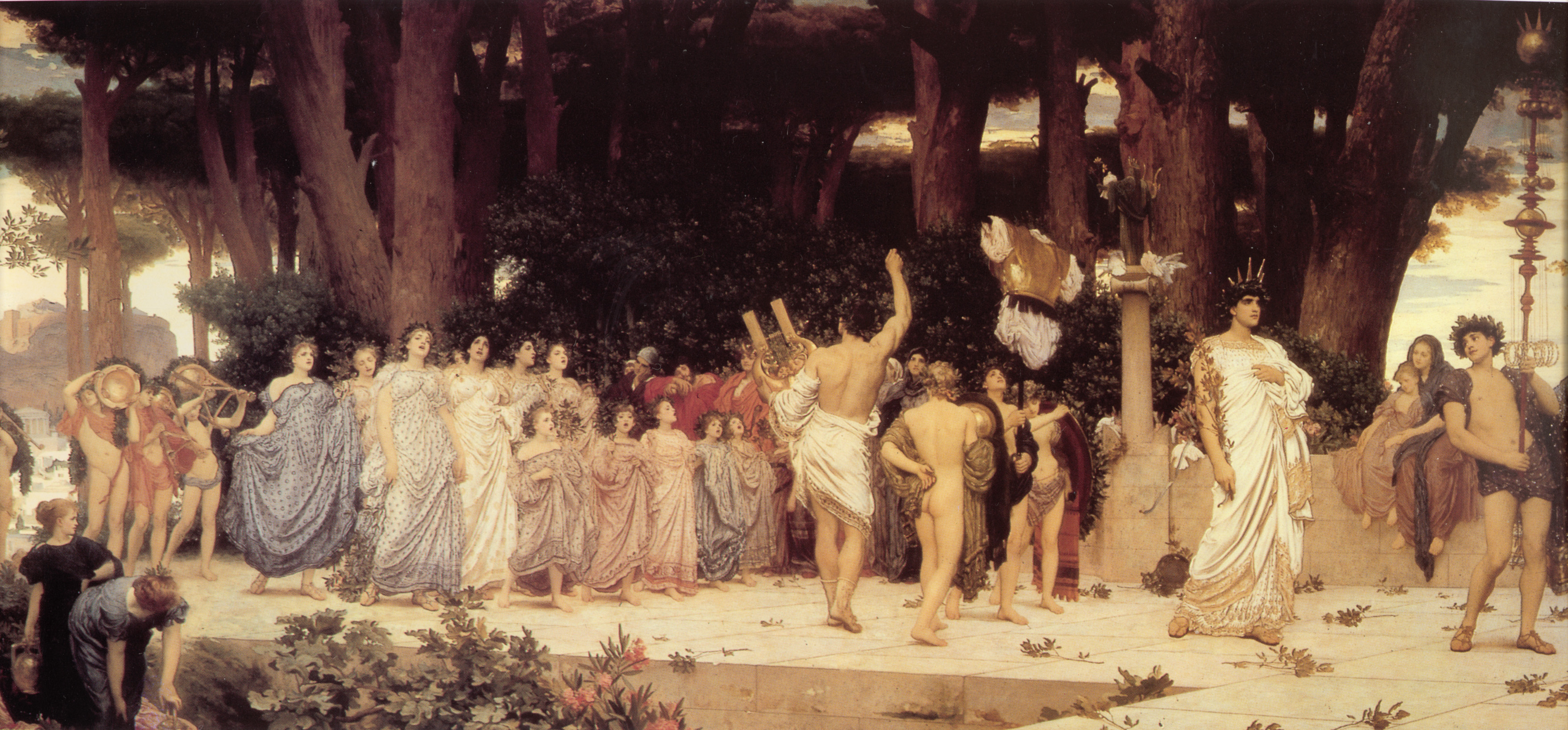
月桂節，第一代雷頓男爵弗雷德里克·雷頓（Frederic Leighton）繪於1876年。

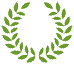
月桂冠在古希臘時代是榮譽的象徵。

- More detail on the Daphnephoria and Daphnephoros

本条目包含来自公有领域出版物的文本: Chisholm, Hugh (编).  (第11版). London: Cambridge University Press. 1911.